# فیلیپین در المپیک تابستانی ۲۰۲۴
کاروان المپیکی فیلیپین، یکی از کاروان‌های شرکت‌کننده در بازی‌های المپیک تابستانی ۲۰۲۴ بود. این دوره از بازی‌ها، از ۲۶ ژوئیه تا ۱۱ اوت ۲۰۲۴ (۵ تا ۲۱ امرداد ۱۴۰۳ خورشیدی) به میزبانی پاریس، پایتخت فرانسه برگزار شد. در این دوره، فیلیپین صدمین سال حضور خود در بازی‌های المپیک تابستانی را جشن گرفت. آنها پس از نخستین حضور در سال ۱۹۲۴ پاریس، در تمامی دوره‌های پس از آن به جز المپیک ۱۹۸۰ مسکو که بخشی از تحریم المپیک ۱۹۸۰ به رهبری ایالات‌متحده بودند، شرکت کردند.
این دوره، دومین دوره‌ای بود که فیلیپین در آن موفق شده دست‌کم یک مدال طلا کسب کند. آنها نخستین مدال طلای خود را در المپیک ۲۰۲۰ توکیو به‌دست آوردند. کارلوس یولو ژیمناست فیلیپینی، توانست در دو ماده‌ی حرکات زمینی (فلور) و پرش از خرک دو مدال طلا کسب کند. 
با کسب این دو مدال طلا، یولو به عنوان نخستین فیلیپینی، نخستین شرق‌آسیایی و نخستین ژیمناستی لقب گرفت که دو طلا کسب کرده است. افزون بر این دو، آیرا ویلگاس و نستی پتسیو، بوکسورهای این کاروان با کسب مدال برنز، راه را برای کسب جایگاه سی و هفتم در رده‌بندی نهایی این دوره از بازی‌ها هموار ساختند.
فیلیپین در این دوره همچنین بهترین نتیجه تاریخ خود در بازی‌های المپیک تابستانی را در صدمین سال حضورش در المپیک کسب کرد، بهتر از ۲۰۲۰ توکیو.

## مدال‌آوران

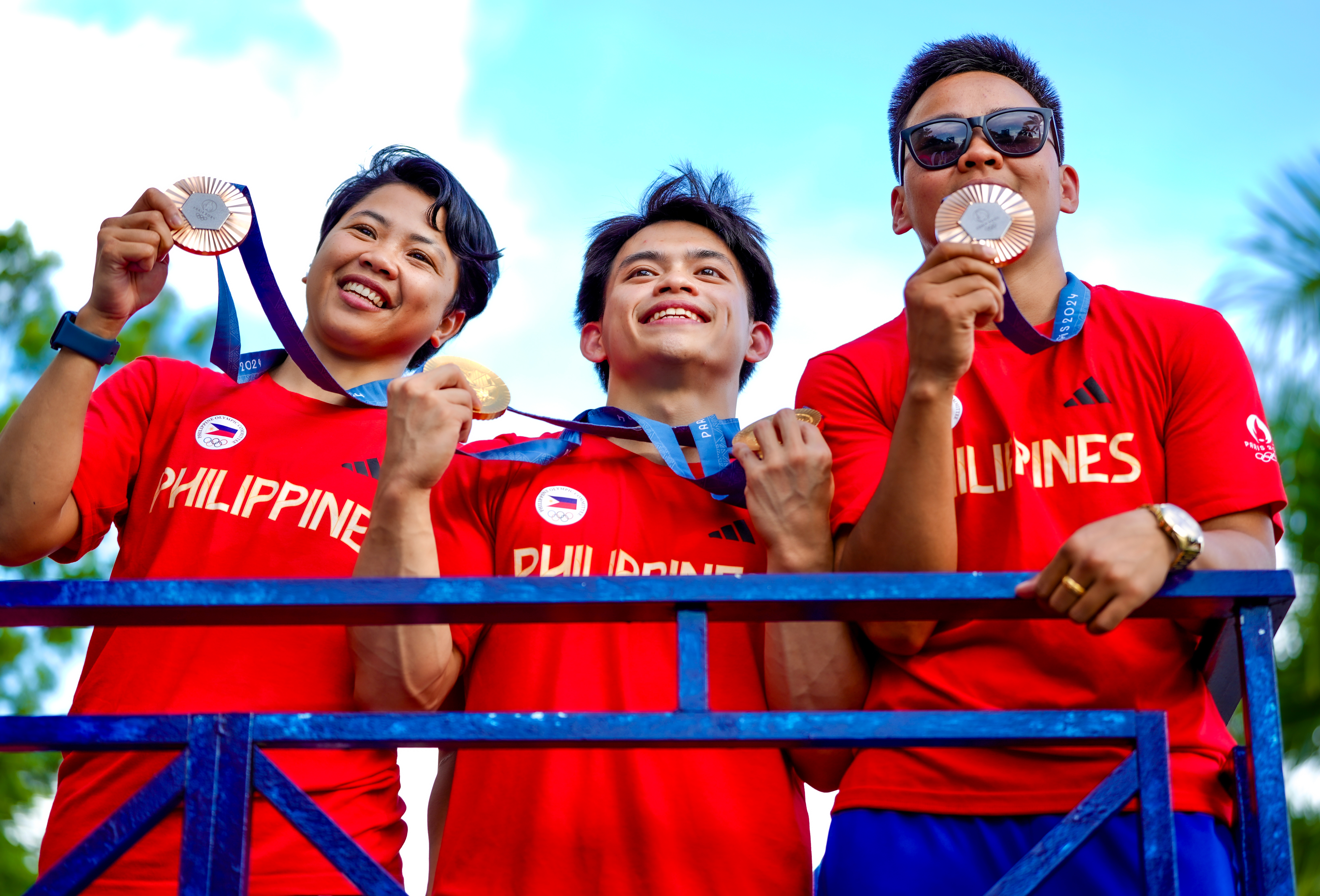
ویلگاس، یولو و پتسیو با مدال‌هایشان در آیین خوش‌آمدگویی در مانیل.

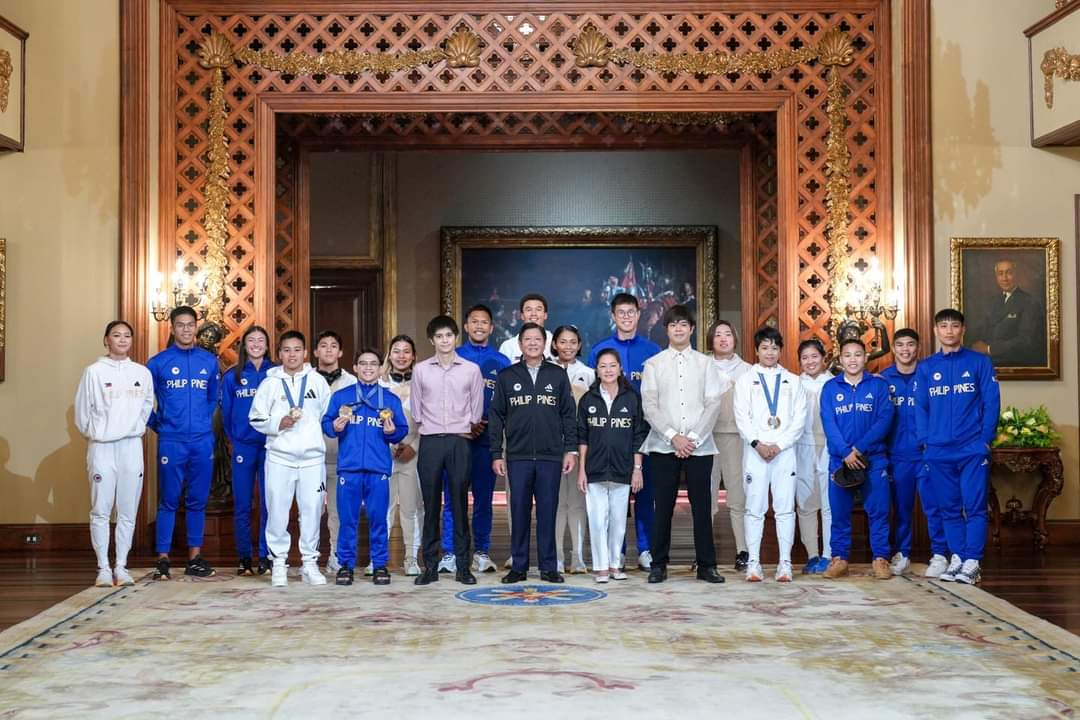
کاروان فیلیپین به‌همراه رئیس جمهور بونگبونگ مارکوس در ۱۳ اوت ۲۰۲۴.

| مدال | نام         | ورزش      | رویداد            | تاریخ |
| ---- | ----------- | --------- | ----------------- | ----- |
| طلا  | کارلوس یولو | ژیمناستیک | حرکات زمینی مردان | ۳ اوت |
| طلا  | کارلوس یولو | ژیمناستیک | پرش خرک مردان     | ۴ اوت |
| برنز | آیرا ویلگاس | بوکس      | سبک‌وزن زنان       | ۶ اوت |
| برنز | نستی پتسیو  | بوکس      | سنگین‌وزن زنان     | ۷ اوت |

## شرکت‌کنندگان
در جدول زیر، ورزش‌هایی که ورزشکاران این کاروان در آن شرکت کرده اند تشریح شده است.
| ورزش        | مردان | زنان | کل |
| ----------- | ----- | ---- | -- |
| دو و میدانی | ۲     | ۱    | ۳  |
| بوکس        | ۲     | ۳    | ۵  |
| شمشیربازی   | ۰     | ۱    | ۱  |
| گلف         | ۰     | ۲    | ۲  |
| ژیمناستیک   | ۱     | ۳    | ۴  |
| جودو        | ۰     | ۱    | ۱  |
| روئینگ      | ۰     | ۱    | ۱  |
| شنا         | ۱     | ۱    | ۲  |
| وزنه‌برداری  | ۱     | ۲    | ۳  |
| کل          | ۷     | ۱۵   | ۲۲ |